# Neoglyphidodon thoracotaeniatus
Neoglyphidodon thoracotaeniatus là một loài cá biển thuộc chi Neoglyphidodon trong họ Cá thia. Loài này được mô tả lần đầu tiên vào năm 1928.

## Từ nguyên
Từ định danh của loài được ghép bởi hai âm tiết trong tiếng Latinh: thoraco ("ngực") và taeniatus là "có các dải sọc", hàm ý đề cập đến 2–3 vạch nâu trên ngực và đầu của loài cá này.

## Phạm vi phân bố và môi trường sống

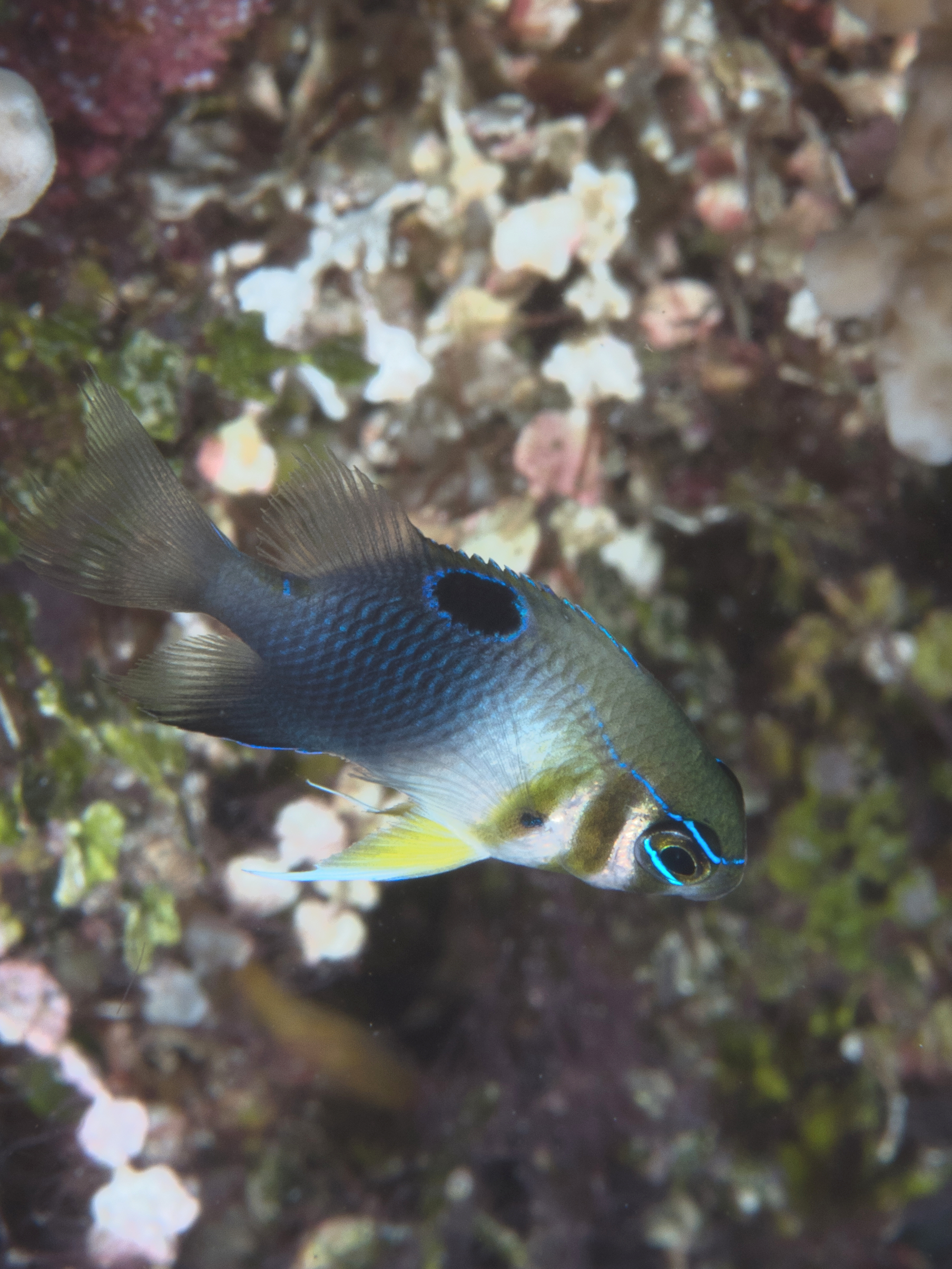
Cá con

N. thoracotaeniatus được tìm thấy chủ yếu ở khu vực Tam giác San Hô, nhưng cũng được ghi nhận ở quần đảo Trường Sa (Việt Nam), Brunei và Malaysia. Loài cá này sinh sống tập trung gần những rạn san hô trong các đầm phá nông và vùng biển ngoài khơi ở độ sâu khoảng từ 10 đến ít nhất là 45 m.

## Mô tả
N. thoracotaeniatus có chiều dài cơ thể tối đa được ghi nhận là 13,5 cm. Cá trưởng thành có màu xám đen, chuyển sang màu bạc ở ngực và dưới đầu. Vùng thân màu xám bạc này có 3 vạch sọc màu nâu sẫm. Cá con có kiểu hình tương tự cá trưởng thành, nhưng có một đốm đen lớn viền xanh lam sáng ở giữa vây lưng. Vây bụng màu vàng. Có hai đường sọc xanh óng băng ngang mắt. 
Cá con và cá trưởng thành có kiểu hình khá giống với Neoglyphidodon mitratus.
Số gai ở vây lưng: 13; Số tia vây ở vây lưng: 13–14; Số gai ở vây hậu môn: 2; Số tia vây ở vây hậu môn: 13–14; Số gai ở vây bụng: 1; Số tia vây ở vây bụng: 5.

## Sinh thái học
Thức ăn của N. thoracotaeniatus có thể là tảo và các loài động vật giáp xác. Cá đực có tập tính bảo vệ và chăm sóc trứng.